# Libro di bottega
Un libro di bottega è una fonte scritta sull'organizzazione dei mestieri dal medioevo in poi.
Dagli statuti corporativi delle "Arti" di varie città italiane si prescriveva spesso l'obbligo verso ogni bottega a tenere un libro di movimenti contabili.
Questi libri avevano una funzione diversa da quella odierna, perché non erano finalizzati alla riscossione delle tasse, ma a testimoniare in caso di necessità, per esempio al sorgere di controversie con la clientela o con altri soggetti. Il ruolo "positivo" di queste registrazioni fa sì che fossero tenute con grande scrupolo e che fossero quasi del tutto scevre da falsificazioni o manomissioni.
I libri di bottega erano tenuti con la partita doppia e il loro uso (specialmente in aree come quella fiorentina dove era stata inventata tale pratica) era diffusissimo e conosciuto da tutti i vari livelli di artefici e artigiani: la documentazione pervenutaci di questi libri è spesso molto consistente e in larga parte ancora inedita. Soprattutto nel campo delle arti minori si sono conservati numerosissimi esemplari (sebbene la distinzione tra "arti minori" e "maggiori" sia qualcosa di posteriore all'epoca medievale), dagli orefici ai fornaciai di tegole e mattoni.
Nel caso della pittura sono molto più rari: uno dei pochi pittori del quale si sia conservata una completa documentazione è Bernardo di Stefano Rosselli, attivo a Firenze nei primi anni del Cinquecento.
Questi libri di bottega testimoniano la cultura degli artefici e attraverso lo studio della loro amministrazione; si vede il tipo di clientela (in alcuni settori prevalentemente femminile per esempio), l'approvvigionamento di materie prime, ecc.
Simili sono anche i libri di entrata-uscita.